# Votantes de Hitler
La cuestión de los votantes de Hitler es una de las cuestiones centrales de la investigación histórica que busca explicar las causas y el carácter del régimen nazi en Alemania. En 1930, 6.4 millones y en 1933, 17.3 millones de ciudadanos votaron por Adolf Hitler y el NSDAP en las cuatro elecciones al Reichstag. Las investigaciones históricas contemporáneas y posteriores se preguntan quiénes eran estos votantes. Esto implica a las clases sociales y profesionales, géneros, denominaciones, edades y regiones alemanas, pero también a las preferencias de voto previas de los no votantes y a los motivos individuales del voto. Los resultados históricos también tuvieron relevancia en los debates políticos posteriores a 1945 cuando se trató la resistencia de los medios sociales (movimiento obrero, iglesias, élites) contra el nacionalsocialismo.

## Historia de la investigación
En los primeros análisis electorales, los contemporáneos (Werner Stephan, Carlo Mierendorff y Theodor Geiger con el análisis "Pánico en las clases medias" de 1930) representaron la tesis de la clase media, es decir, que los votantes eran principalmente de la clase media baja, los viejos (autónomos) y la nueva clase media (empleados). Los sociólogos y politólogos estadounidenses adoptaron este enfoque: en una situación de crisis económica, la clase media desarrolló un "extremismo de la clase media" (Lipset 1960): el votante típico es un “miembro protestante de la clase media independiente, que vive en una granja o en una pequeña comunidad y previamente votó por un partido centrista o regional”. También estaba la explicación teórica de masas de Reinhard Bendix, según la cual la afiliación de clase desempeñaba un papel menor, mientras que el desarraigo de los vínculos sociales relacionado con la economía desempeñaba un papel importante. El votante nazi afrontaba la propaganda como una masa aislada, sin apoyo social. Los trabajadores también eran accesibles. Ya en la década de 1970, los estudios regionales demostraron una mayor vulnerabilidad entre los trabajadores. En un estudio de 1982, Richard F. Hamilton también vio a un electorado más grande en zonas residenciales exclusivas y lugares lujosos (estaciones de trenes de larga distancia, barcos), aunque con pruebas claras y débiles. Los estudiantes también mostraron una gran afinidad por el nacionalsocialismo. Walter Dean Burnham desarrolló una “teoría del contagio” y la teoría del "confesionalismo político" (1972): según ésta, había campos políticos muy estables, cada uno con sus propias visiones del mundo y sus propias subculturas, en las que, con excepción de los no votantes, el NSDAP sólo pudo penetrar en 1933. En el campo socialista sólo hubo cambios del SPD al KPD, en el campo católico casi ninguno, y el NSDAP sólo ganó en el campo protestante burgués. William Brustein finalmente transfirió el enfoque de elección racional a las decisiones sobre unirse al partido: los nuevos miembros se orientaban principalmente hacia expectativas de ventajas materiales, mientras que los votantes con perspectivas económicas positivas (por ejemplo, a través de la autosuficiencia, la creación de empleo) votaron por el NSDAP. 

## Resultados
Utilizando métodos más precisos de estadística científica, en 1980, Jürgen W. Falter pudo demostrar que la clase media votó por el NSDAP ligeramente por encima de la media. Más bien, el NSDAP fue el primer partido popular que tuvo votantes proporcionales de todas las clases sociales. El logro de Falter fue la consideración completa de todas las regiones y la diferenciación de los trabajadores en muchos grupos sociales individuales con mentalidades muy diferentes. Si bien los trabajadores agrícolas y los trabajadores de ciudades pequeñas pueden haber votado por el NSDAP con relativa frecuencia, los trabajadores de la industria y de comercio de las grandes ciudades se resistieron en gran medida en las cuatro elecciones. Lo mismo se aplica a los trabajadores desempleados, que tendieron a migrar del SPD al KPD. Alrededor de 25% de los que votaron por el NSDAP en 1930 no habían votado dos años antes. Por lo tanto, las mujeres no mostraron una gran diferencia respecto a los hombres, al contrario del prejuicio popular: las mujeres no fueron más cautelosas ni Hitler atrajo a más mujeres. Tampoco demostró la preferencia de los votantes jóvenes por el NSDAP, aunque a menudo se destacó la juventud del movimiento nazi y las elecciones representativas en las universidades hablaron de ello. En el NSDAP había nueve veces más estudiantes que en el conjunto de la población activa. De las regiones, las agrarias Prusia Oriental y Pomerania fueron particularmente fuertes para el NSDAP, mientras que las regiones católicas e industriales (Baja Baviera, Eifel, Westfalia del Sur, Renania, Berlín) fueron más resistentes. En general, juzgó Falter en el estudio de 1991, el NSDAP era
“En términos de la composición social de sus votantes, lo más probable es que sea un 'partido popular de protesta' o, como se podría decir debido a la proporción de clase media aún superior a la media, pero no abrumadora, entre sus votantes, en alusión a la curva de distribución estadística resultante, un 'Partido Popular con barriga de clase'".
De los 17 millones de votantes nazis, aproximadamente 7.4 millones procedían de los partidos protestantes burgueses, 2.5 millones de los partidos socialistas y 6 millones de no votantes. Los medios y funcionarios protestantes estaban representados por encima del promedio. Por el contrario, el medio católico, que permaneció leal al Partido del Centro y al Partido Popular Bávaro, y los trabajadores socialistas resistieron a los nazis. Sin embargo, el 40% de los trabajadores alemanes de pequeñas empresas y del campo votaron por los nazis.  Desde las elecciones al Reichstag de julio de 1932, más trabajadores votaron por el NSDAP que por el Partido Comunista de Alemania (KPD) y el Partido Socialdemócrata de Alemania (SPD).
Existe una clara correlación entre las irregularidades fronterizas en la República de Weimar y el porcentaje de votos del NSDAP en marzo de 1933. Regiones con fronteras imperiales no convexas (Pomerania, Prusia Oriental, Silesia) y/o fronteras estatales (por ejemplo: B. Provincia de Schleswig-Holstein, Provincia de Hannover, Braunschweig, Anhalt, Turingia, Palatinado, Baden) votaron relativamente fuerte por el NSDAP, los estados del sur de Alemania con su tradición más subsidiaria (por ejemplo: Baviera alrededor de Múnich, Württemberg alrededor de Stuttgart, Sajonia alrededor de Dresde), Renania, que también es católica y apenas está dividida por fronteras nacionales, capitales con élites liberales y sus alrededores convexos (por ejemplo: B. Berlín como capital del Reich y Prusia) y otras ciudades liberales con una alta proporción de judíos (Frankfurt, Leipzig...) y tendían a votar a otros partidos. Se puede suponer que las regiones periféricas se sintieron abandonadas por las élites liberales y, por tanto, votaron contra las liberales. Hoy en día se puede encontrar un patrón similar, aunque más débil, entre los partidos populistas de derecha (por ejemplo: B. Zittau, Skane, Limburgo, Carintia).

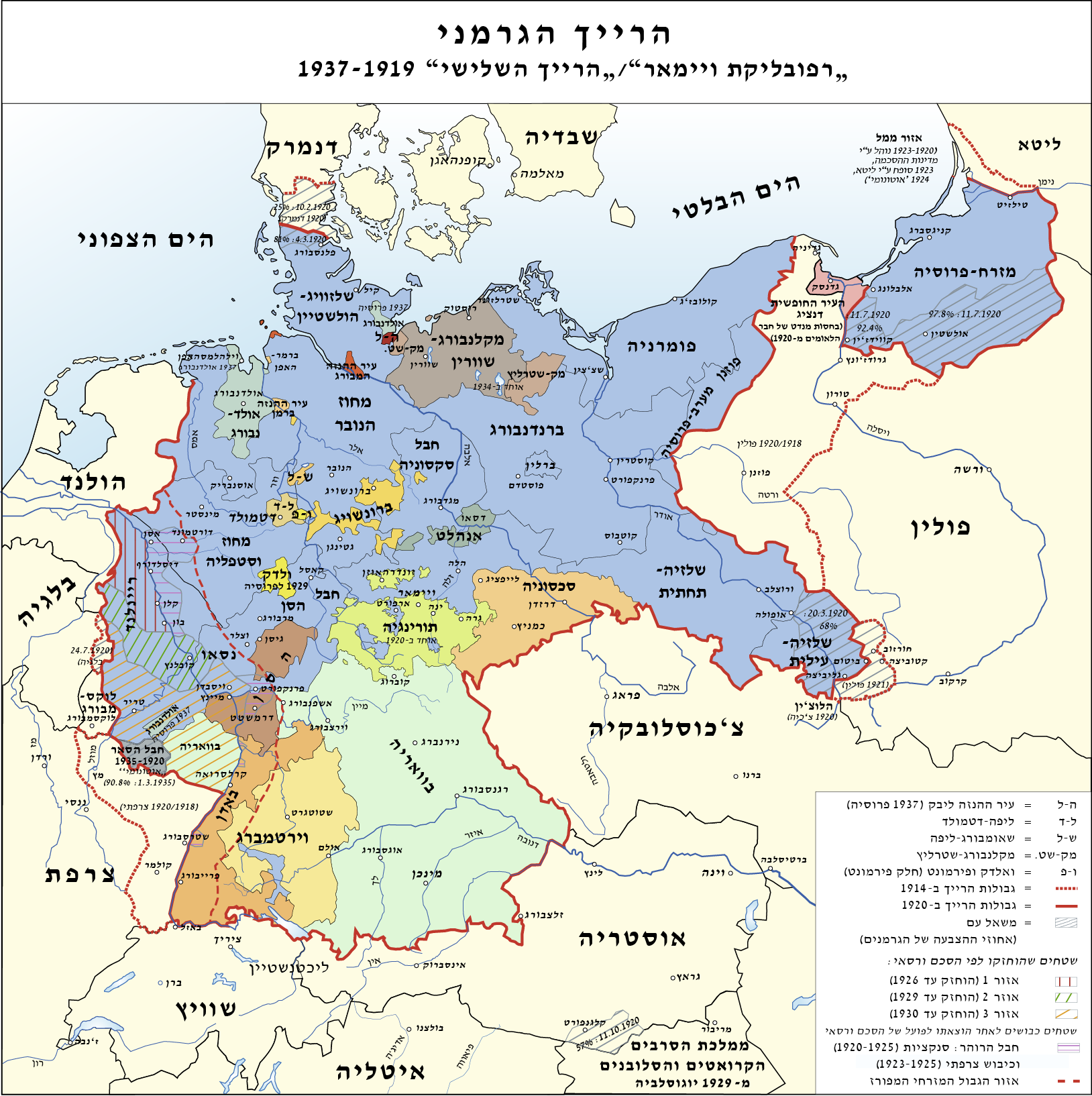
Inconvexidades de las fronteras interiores y exteriores de la República de Weimar

### Elecciones al Reichstag
En las elecciones federales de Alemania de 1930, los votantes mayoritariamente protestantes, conservadores y liberales de clase media y alta votaron por el NSDAP. El partido de Hitler fue bien recibido por las clases medias. En particular se benefició más que otros partidos del aumento del 7% en la participación electoral, es decir, ganaron votantes jóvenes y antiguos no votantes. 
En las dos elecciones al Reichstag de julio y noviembre de 1932, el Partido de Centro y el Partido Popular Bávaro ganaron ligeramente, sin embargo, los partidos protestantes intermedios fueron casi aniquilados por completo. El DNVP también siguió perdiendo, pero no de nuevo en noviembre. El NSDAP ganó votantes en mayor o menor medida de todos los partidos, excepto el KPD y el Centro (13.7 millones de votos = 37.3%). Por cada 40 votantes de hogares obreros había alrededor de 60 votantes de clase media (Jürgen W. Falter). 
En las elecciones federales de Alemania de marzo de 1933, el NSDAP ganó principalmente gracias al apoyo del grupo de no votantes anteriores y, en parte, gracias al potencial grupo de los votantes de protesta. Tampoco hay evidencia de una mayor migración del KPD al NSDAP en 1933.  El alto nivel de movilización política se demostró con una participación electoral récord del 88.8%. 

### Los resultados electorales del NSDAP en las elecciones al Reichstag de 1930 a 1933
|                                  |
| Elecciones al Reichstag de 1930. |

|                                           |
| Elecciones al Reichstag de julio de 1942. |

|                                               |
| Elecciones al Reichstag de noviembre de 1932. |

|                                           |
| Elecciones al Reichstag de marzo de 1933. |

|                                                           |
| El NSDAP en las elecciones al Reichstag de marzo de 1933. |

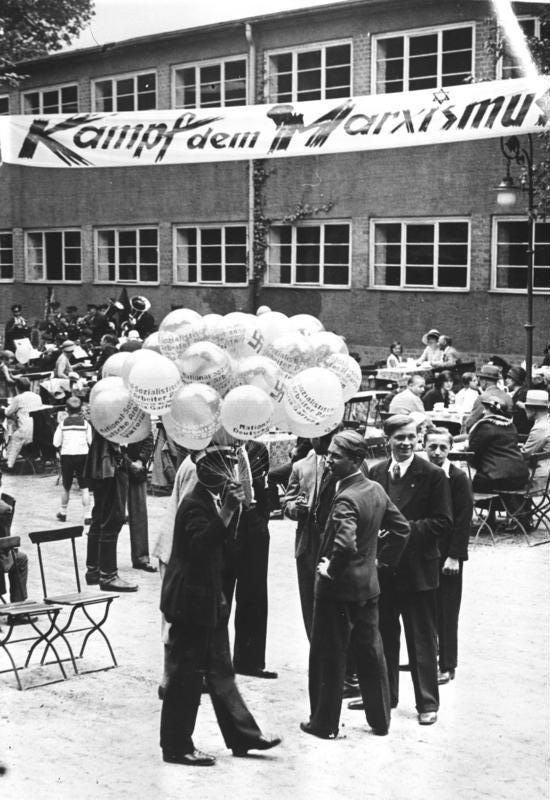
Berlín, elección del Reichstag, campaña electoral, NSDAP, 1932

| Distrito electoral       | 5. Marzo 1933 | 6. Noviembre 1932 | 31. Julio 1932 | 14. Septiembre 1930 |
| ------------------------ | ------------- | ----------------- | -------------- | ------------------- |
| Osthannover              | 54,3 %        | 42,9 %            | 49,5 %         | 20,6 %              |
| Südhannover-Braunschweig | 48,7 %        | 40,6 %            | 46,1 %         | 24,3 %              |
| Hamburg                  | 38,9 %        | 27,2 %            | 33,7 %         | 19,2 %              |
| Schleswig-Holstein       | 53,2 %        | 45,7 %            | 51,0 %         | 27,0 %              |
| Weser-Ems                | 41,4 %        | 31,9 %            | 38,4 %         | 20,5 %              |
| Westfalen-Nord           | 34,9 %        | 22,3 %            | 25,7 %         | 12,2 %              |
| Westfalen-Süd            | 33,8 %        | 24,8 %            | 27,2 %         | 13,9 %              |
| Düsseldorf-Ost           | 37,4 %        | 27,0 %            | 31,6 %         | 17,0 %              |
| Düsseldorf-West          | 35,2 %        | 24,2 %            | 27,0 %         | 16,8 %              |
| Köln-Aachen              | 30,1 %        | 17,4 %            | 20,2 %         | 14,5 %              |
| Koblenz-Trier            | 38,4 %        | 26,1 %            | 28,8 %         | 14,9 %              |
| Pfalz                    | 46,5 %        | 42,6 %            | 43,7 %         | 22,8 %              |
| Hessen-Darmstadt         | 47,4 %        | 40,2 %            | 43,1 %         | 18,5 %              |
| Hessen-Nassau            | 49,4 %        | 41,2 %            | 43,6 %         | 20,8 %              |
| Thüringen                | 47,2 %        | 37,1 %            | 43,4 %         | 19,3 %              |
| Franken                  | 45,7 %        | 36,4 %            | 39,9 %         | 20,5 %              |
| Niederbayern             | 39,2 %        | 18,5 %            | 20,4 %         | 12,0 %              |
| Oberbayern-Schwaben      | 40,9 %        | 24,6 %            | 27,1 %         | 16,3 %              |
| Württemberg              | 42,0 %        | 26,2 %            | 30,3 %         | 9,4 %               |
| Baden                    | 45,4 %        | 34,1 %            | 36,9 %         | 19,2 %              |
| Ostpreußen               | 56,5 %        | 39,7 %            | 47,1 %         | 22,5 %              |
| Pommern                  | 56,3 %        | 43,1 %            | 48,0 %         | 24,3 %              |
| Mecklenburg              | 48,0 %        | 37,0 %            | 44,8 %         | 20,1 %              |
| Oppeln                   | 43,2 %        | 26,8 %            | 29,2 %         | 9,5 %               |
| Breslau                  | 50,2 %        | 40,4 %            | 43,5 %         | 24,2 %              |
| Liegnitz                 | 54,0 %        | 42,1 %            | 48,0 %         | 20,9 %              |
| Frankfurt an der Oder    | 55,2 %        | 42,6 %            | 48,1 %         | 22,7 %              |
| Berlin                   | 31,3 %        | 22,5 %            | 24,6 %         | 12,8 %              |
| Potsdam I                | 44,4 %        | 34,1 %            | 38,2 %         | 18,8 %              |
| Potsdam II               | 38,2 %        | 29,1 %            | 33,0 %         | 16,7 %              |
| Leipzig                  | 40,0 %        | 31,0 %            | 36,1 %         | 14,0 %              |
| Dresden-Bautzen          | 43,6 %        | 34,0 %            | 39,3 %         | 16,1 %              |
| Chemnitz-Zwickau         | 50,0 %        | 43,4 %            | 47,0 %         | 23,8 %              |
| Merseburg                | 46,6 %        | 34,5 %            | 42,6 %         | 20,5 %              |
| Magdeburg                | 47,3 %        | 39,0 %            | 43,8 %         | 19,5 %              |
| Deutsches Reich          | 43,9 %        | 33,1 %            | 37,4 %         | 18,3 %              |

## Literatura
- Walter Dean Burnham: inmunización política y confesionalismo político. Estados Unidos y Alemania de Weimar, en: Journal of Interdisciplinary History 3 (1972), págs. en línea
- Richard F. Hamilton: ¿Quién votó por Hitler? Princeton University Press, 2014, ISBN 978-1-4008-5534-6 (google.de 17 de enero de 2021]).
- Thomas Childers: El votante nazi: Los fundamentos sociales del fascismo en Alemania, 1919-1933, UONC 1983 ISBN 978-0-8078-4147-1
- ¿Quién votó realmente por Hitler? En: Historia de Europa Central 17 (1984), págs. 45–53.
- Jürgen W. Falter: Los votantes de Hitler, Múnich 1991, ISBN 978-3-406-35232-4
- Nueva edición revisada y complementada: Los votantes de Hitler. Los seguidores del NSDAP 1924-1933, Campus, Frankfurt/Nueva York 2020, ISBN 978-3-593-51289-1
- William Brustein: La lógica del mal. Los orígenes sociales del partido nazi, 1925-1933, New Haven: Yale University Press, 1996. ISBN 0-300-07432-8
- Peter Borowsky: ¿Quién votó por Hitler y por qué? Hamburgo 2005 texto completo Universidad de Hamburgo

## Documentos de respaldo
1. ↑  Brustein, William (1 de enero de 1996). The Logic of Evil: The Social Origins of the Nazi Party, 1925-1933 (en inglés). Yale University Press. ISBN 978-0-300-07432-1. Consultado el 18 de enero de 2021.
2. ↑  Michael Wildt. «Aufstieg» (en alemán). Consultado el 17 de enero de 2021.
3. ↑  Falter, Jürgen W. (2020). Hitlers Wähler: Die Anhänger der NSDAP 1924-1933. Campus Frankfurt / New York. p. 413. ISBN 978-3-593-44540-3. Consultado el 7 de marzo de 2021.
4. ↑  Falter, Jürgen W.; Hitlers, Wähler (2020). Die Anhänger der NSDAP 1924-1933 (en alemán). New York: Campus Frankfurt. p. 413. ISBN 978-3-593-44540-3. Consultado el 4 de enero de 2024.
5. ↑  Dienste GmbH (13 de julio de 2013).  Südwest Presse Online, ed. «DAS POLITISCHE BUCH: Wer wählte Hitler?» (en alemán). Consultado el 16 de enero de 2021.
6. ↑  «Wer wählte Hitler?». Consultado el 2 de agosto de 2023.
7. 1 2  Reinhard Sturm. «Zerstörung der Demokratie 1930-1933» (en alemán). Consultado el 16 de enero de 2021.
8. ↑  Falter, Jürgen W. (2020).  Campus Frankfurt, ed. Hitlers Wähler: Die Anhänger der NSDAP 1924-1933. New York. p. 164. ISBN 978-3-593-44540-3. Consultado el 7 de marzo de 2021.
9. ↑  Hans-Ulrich Thamer. «Beginn der nationalsozialistischen Herrschaft» (en alemán). Consultado el 16 de enero de 2021.

- Datos: Q104852563